# Never Go Back (novela)
Never Go Back (titulada Nunca vuelvas atrás en su edición en español) es el decimoctavo libro en la serie Jack Reacher escrito por Lee Child. Fue publicado el 3 de septiembre de 2013 en los Estados Unidos. El libro continúa la historia cubierta en las novelas 61 Hours, Worth Dying For y A Wanted Man. La novela, como la mayoría de las novelas de Jack Reacher, se narra en el punto de vista de tercera persona.

## Sinopsis
En un motel en las afueras de Washington D. C., el ex policía del ejército Jack Reacher se enfrenta a dos hombres, que lo llaman una desgracia y le ordenan que se vaya de la ciudad. Reacher se niega y los somete en una breve pelea a puñetazos.
Más temprano ese mismo día, Reacher llega al cuartel general de su antigua unidad, la 110a Unidad de Investigaciones Especiales del MP, para reunirse con su comandante, la Mayor Susan Turner. Sin embargo, cuando llega, descubre que Turner ha sido relevada del mando. Su reemplazo, el coronel Morgan, informa a Reacher que está bajo investigación en dos casos: un presunto homicidio que se remonta a casi dieciséis años y una demanda presentada por Candice Dayton, una mujer que alega que ella y Reacher tuvieron una aventura cuando él estuvo destinado en Corea del Sur, y que es el padre de su hija de quince años, Samantha. Cuando Reacher señala que el ejército no tiene autoridad para investigarlo debido a su estado civil, Morgan lo reincorpora como oficial y le da una habitación en un motel local, donde la pelea ocurre más tarde esa noche. Al enterarse de que Turner ha sido encarcelada bajo sospecha de aceptar un soborno, Reacher va a visitarla, pero se entera de que ella ha solicitado específicamente que no se le permita hacerlo.
A la mañana siguiente, Reacher se reúne con sus abogados, la mayor Helen Sullivan y el Cap. Tracy Edmonds, y conoce los detalles de ambos casos. También conoce al coronel Moorcroft, el abogado de Turner, y le pide que la libere de la custodia. Cuando regresa al cuartel general de la policía, descubre que Morgan ha desaparecido y que dos hombres del 110 de servicio en Afganistán han desaparecido. Reacher usa su autoridad como oficial para ordenar una búsqueda, avergonzando a Morgan y haciendo que se le prohíba poner un pie en la sede o dar más órdenes. Poco después, la policía del 75.º MP, encabezada por el suboficial Pete Espin, lo detiene y lo lleva a la misma prisión donde está detenido Turner. Posteriormente, un detective le informa a Reacher que Moorcroft ha sido severamente golpeado y que se le considera el principal sospechoso.
Reacher organiza una reunión con Sullivan para ganar tiempo hasta que llegue Turner, y luego organiza un escape, robando la identificación de Sullivan y entregándola a Turner. Los dos encuentran su coche y se van, pero son interceptados por la  Policía de Metro y terminan abandonando su vehículo y huyendo a  Berryville, donde Reacher informa a Turner que sus hombres en Afganistán fueron asesinados y que los cargos en su contra fueron inventados para encubrir algún tipo de actividad ilegal. Al encontrarse rastreados por hombres extraños, logran subirse a Virginia Occidental.
Reacher obtiene dinero y un automóvil de un traficante de metanfetamina fallecido llamado Claughton, pero sus familiares identifican el automóvil, localizan el motel de Reacher y Turner y los confrontan. Reacher logra intimidarlos para que retrocedan y toma uno de sus camiones. Turner explica que la misión en Afganistán estaba vinculada a un anciano  Pashtun, posteriormente identificado como Emal Zadran, y teoriza que Morgan, los hombres extraños y algunos altos mandos en la cadena de mando del ejército (nombrados en el historia como Romeo y Julieta) están trabajando juntos para protegerlo. También insiste en que Reacher vaya a Los Ángeles para lidiar con Dayton. Rastrean a Samantha, pero Espin luego confirma que el reclamo de paternidad es falso cuando descubrió que un hombre llamado Romeo había obtenido un certificado de nacimiento falsificado de un abogado corrupto en Los Ángeles e hizo que Candice lo firmara por $ 100. Sullivan también descubre que el cargo de homicidio también fue falso, liberando a Reacher de cualquier posible consecuencia legal.
A través de Edmonds, Reacher y Turner se enteran de que se estaba llevando a cabo una operación ilícita en Carolina del Norte bajo el control de Crew Scully y Gabriel Montague, ambos Subjefes de Estado Mayor, que involucraba el contrabando de contrabando utilizando cajas de municiones vacías. Reacher organiza Morgan y el Sargento. Ezra Shrago, uno de los contrabandistas, será arrestado y localiza a Scully y Montague en Dove Cottage, un club privado, donde ambos hombres optan por suicidarse en lugar de ser arrestados. Morgan y Shrago revelan que Zadran había estado suministrando a sus jefes con opio, y el nombre de Turner finalmente se aclara, lo que le permite reanudar el mando. Se separan, y Reacher arroja su teléfono al  Potomac y se sienta junto a la orilla, solo.

## Recepción crítica
Janet Maslin, escribiendo en The New York Times, declaró que el libro «puede ser la mejor lectura para llevar a una isla desierta en la serie. Está excepcionalmente bien trazada y llena de sorpresas salvajes. Aporta detalles acerca de la naturaleza peculiar de Reacher. Es positivamente bunianesca en sus  contribuciones a la tradición de Reacher».

## Adaptación cinematográfica
Paramount Pictures y Skydance Producciones adaptaron la novela en la película Jack Reacher: Never Go Back como una secuela de la película de 2012, Jack Reacher. Sin embargo tras la recepción crítica mixta de "Never Go Back", los planes para una tercera entrega se retrasaron